# Rehab (álbum)
Rehab es el undécimo álbum de estudio de la banda de heavy metal estadounidense Quiet Riot, publicado el 3 de octubre de 2006. El álbum se aleja del estilo "party-rock" que caracteriza al sonido histórico de la banda y ofrece un estilo un tanto diferente. Es el último álbum de estudio de Quiet Riot publicado antes de la muerte del vocalista Kevin DuBrow, quien murió por una sobredosis de cocaína en noviembre de 2007. El álbum ha recibido críticas mixtas de parte de la prensa especializada y fanáticos.

## Lista de canciones
1. "Free" – 4:06 (DuBrow/Alex Grossi)
2. "Blind Faith" – 3:25 (DuBrow/Citron/Banali/Hughes)
3. "South of Heaven" – 5:44 (DuBrow/Michael Lardie)
4. "Black Reign" – 4:50 (DuBrow)
5. "Old Habits Die Hard" – 6:17 (DuBrow/Citron/Banali/Hughes)
6. "Strange Daze" – 4:17 (DuBrow/Alex Grossi)
7. "In Harms Way" – 4:37 (DuBrow/Citron/Banali/Hughes)
8. "Beggars and Thieves" – 6:38 (DuBrow/Lardie)
9. "Don't Think" – 4:58 (DuBrow/Citron/Banali)
10. "It Sucks to Be You" – 4:01 (DuBrow)
11. "Evil Woman" – 8:50 (Larry Weiss) (Spooky Tooth cover)
12. "The Truth" - (bonus track)

En la versión japonesa aparece una pista adicional llamado "Wired To The Moon".

## Créditos

### Quiet Riot
- Kevin DuBrow – Voz
- Neil Citron – Guitarras
- Tony Franklin – Bajo
- Frankie Banali – Batería

### Producción
- Kevin DuBrow - Productor
- Frankie Banali - Productor

### Ingenieros
- Neil Citron - Ingeniero de grabación, mezcla y masterización
- Greg Wurth - Ingeniero Asistente

### Personal
- Para la grabación del álbum, Neil Citron tocó todas las guitarras, mientras que Tony Franklin se encargó del bajo. Para los shows en vivo en apoyo de este álbum, los exmiembros Alex Grossi (guitarra) y Chuck Wright (bajo) vuelven a la banda.
- El álbum cuenta con un invitado en el bajo y vocal, Glenn Hughes (de Deep Purple y Black Sabbath).